# Sânmiclăuș, Alba
Sânmiclăuș (în maghiară Bethlenszentmiklós, Szászszentmiklós, Oláhszentmiklós, colocvial Szentmiklós, în dialectul săsesc Klosdref, Kluisderf, în germană Betelsdorf, Klosdorf bei Kleinkopisch) este un sat în comuna Șona din județul Alba, Transilvania, România.

## Date geologice
În perimetrul acestei localități s-a pus în evidență prezența unui masiv de sare gemă și a unor izvoare sărate.

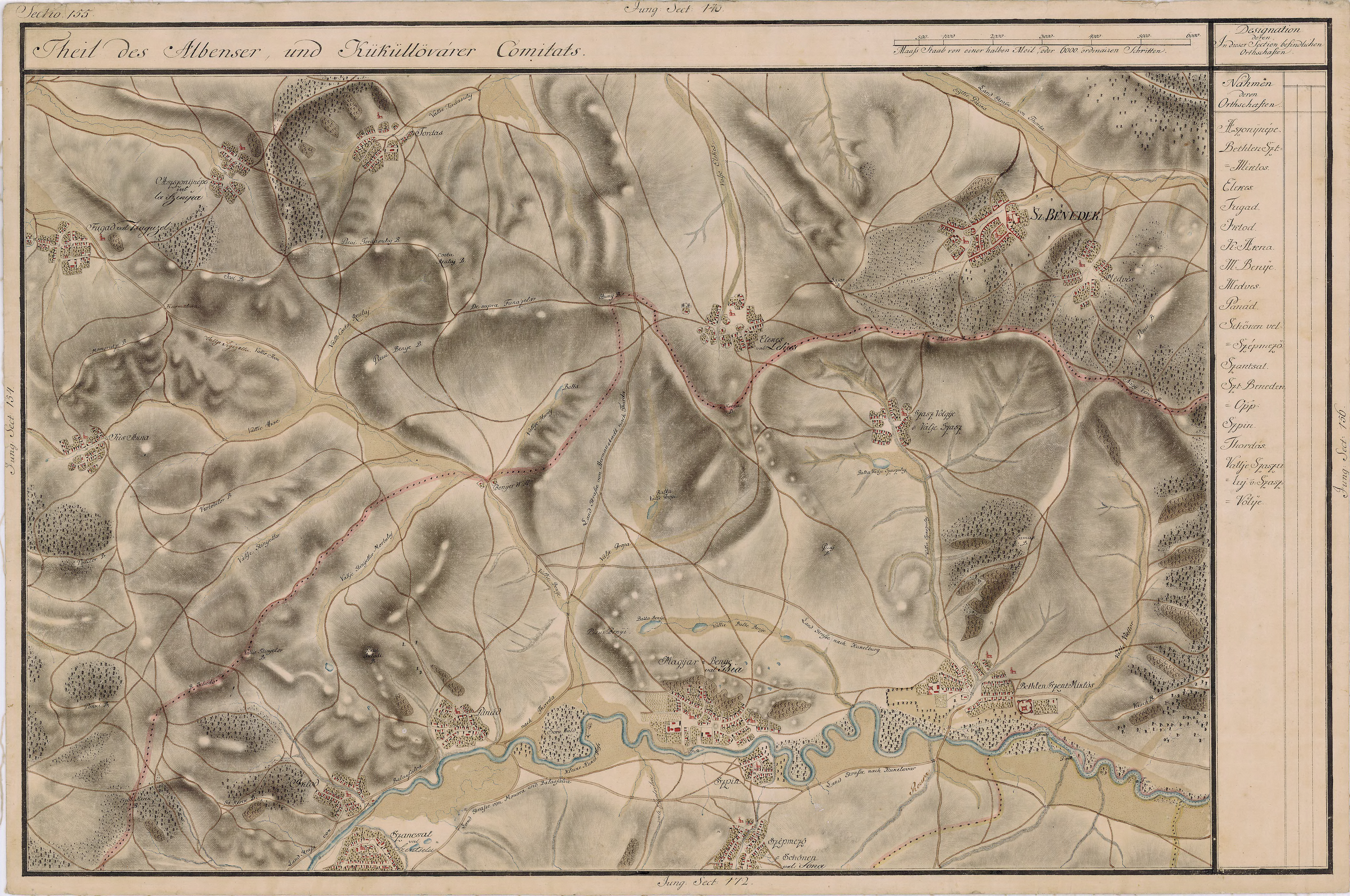
Sânmiclăuș în Harta Iosefină a Transilvaniei, 1769-73

## Clădiri istorice
Conacul Alexius și Georgius Bethlen, edificiu reprezentativ pentru Renașterea târzie din Transilvania, a fost construit între 1668-1683, după planurile lui Miklós Bethlen (care a studiat arhitectura în Olanda la Utrecht si Leiden). Conacul are un plan patrulater, dezvoltat pe 2 nivele. Fațada sudică este tratată ca o dublă loggie etajată, deosebit de expresivă.

## Galerie de imagini

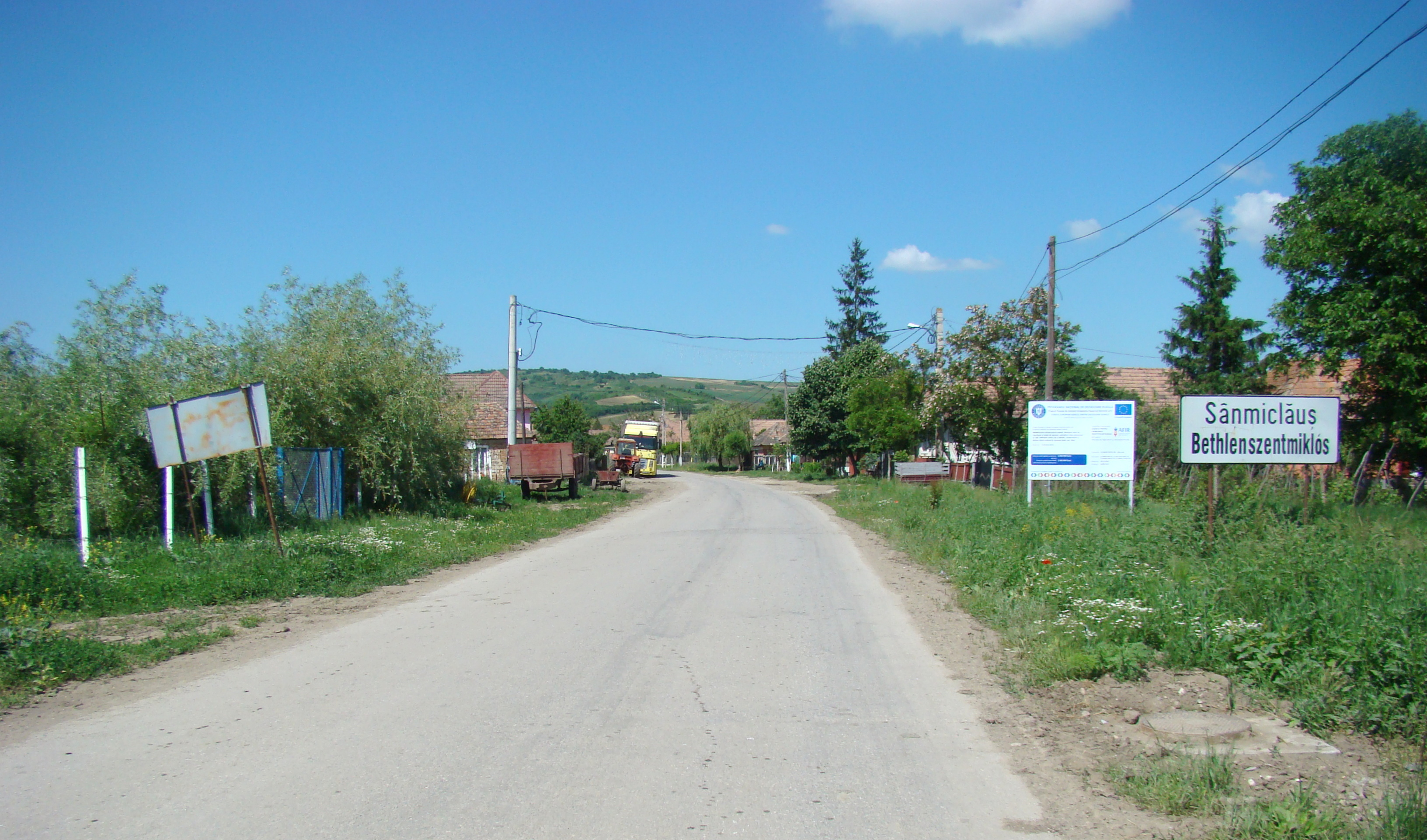
Intrarea în localitate
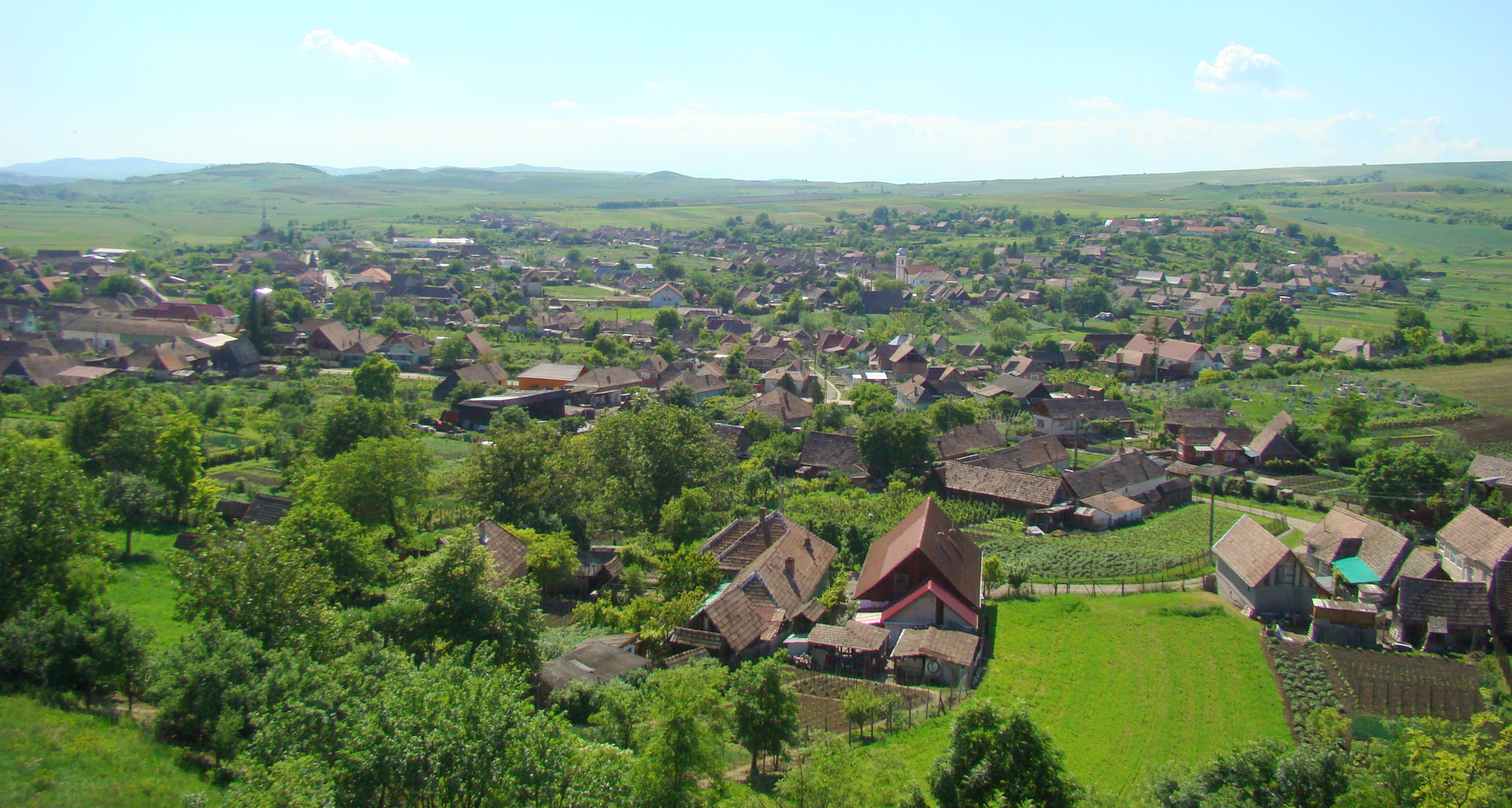
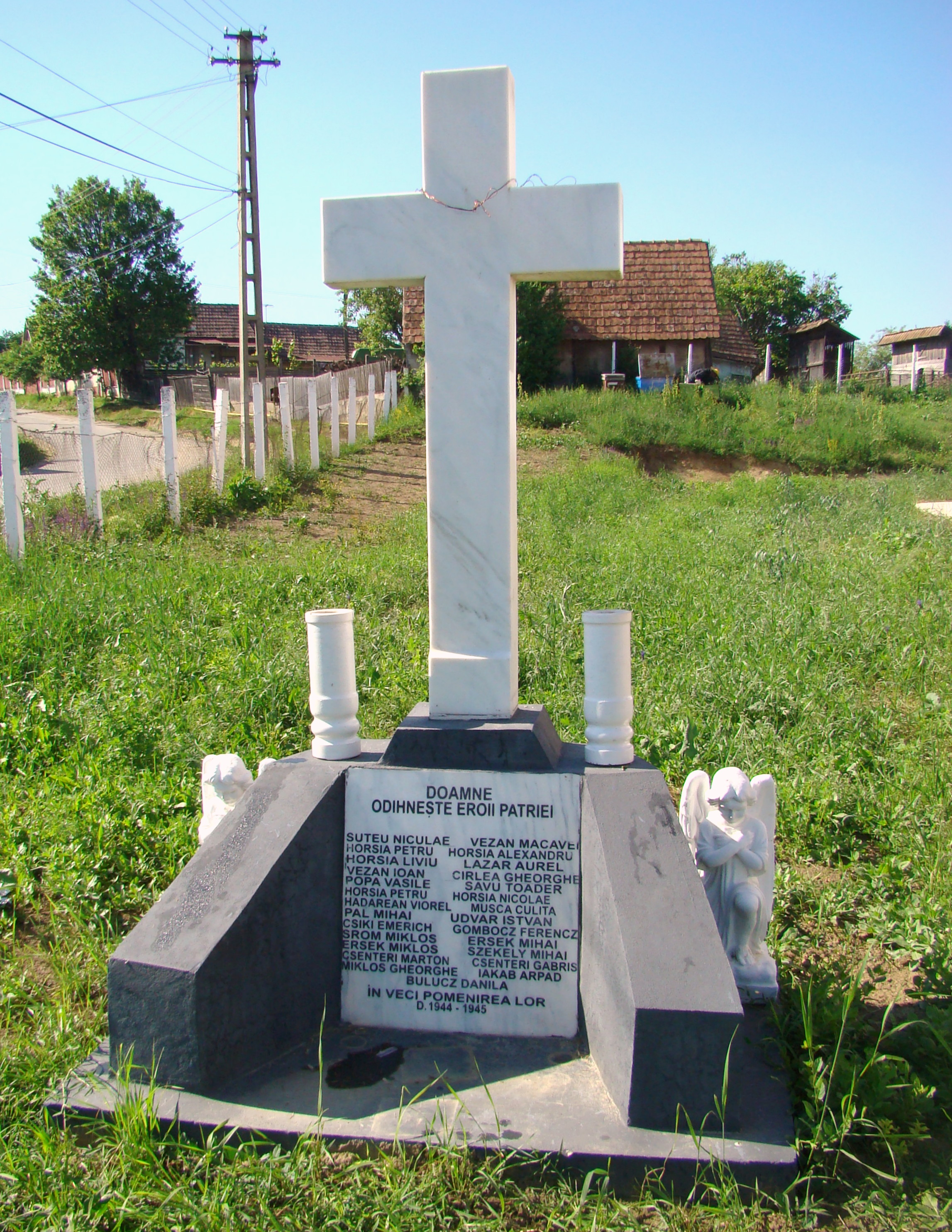
Monumentul eroilor
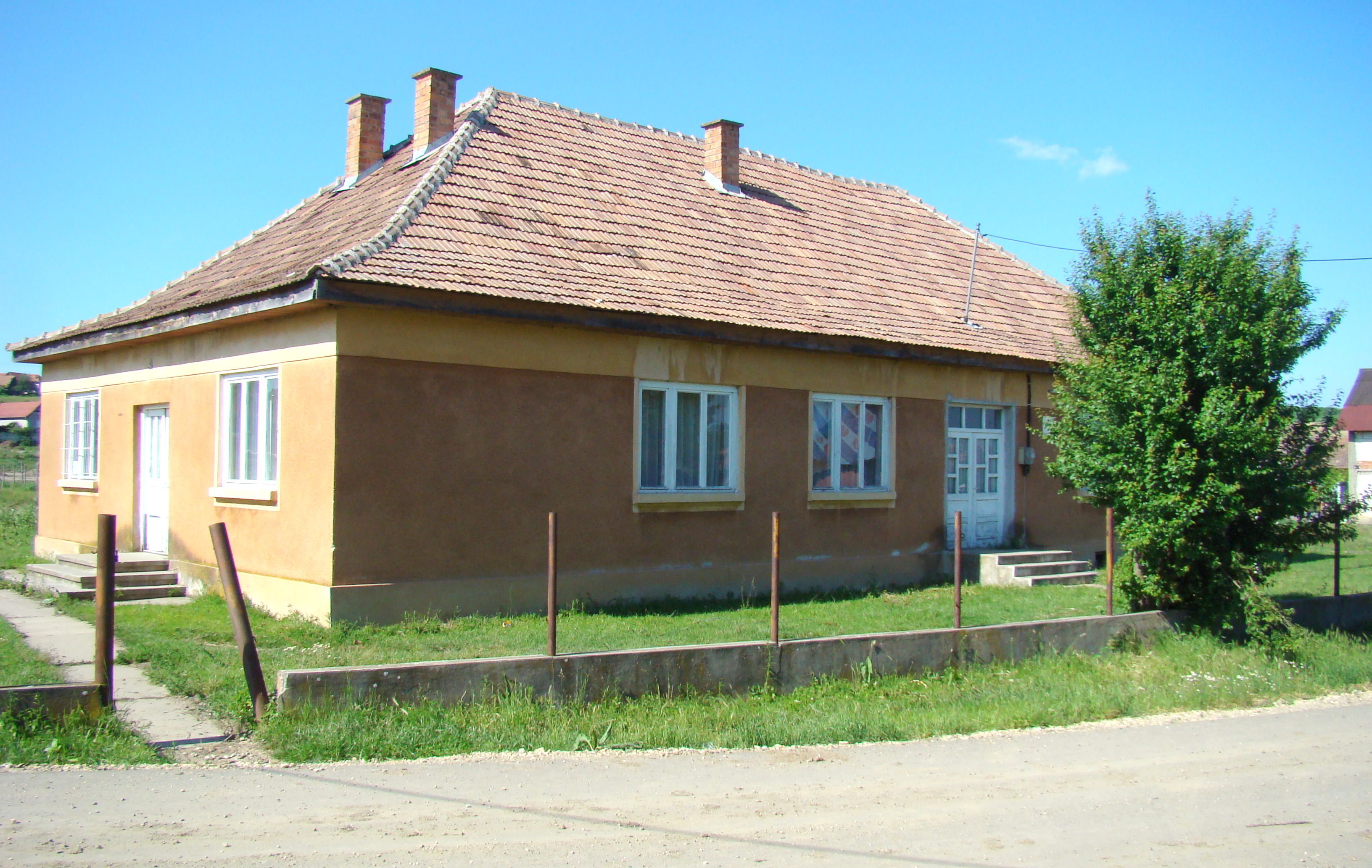
Dispensarul medical
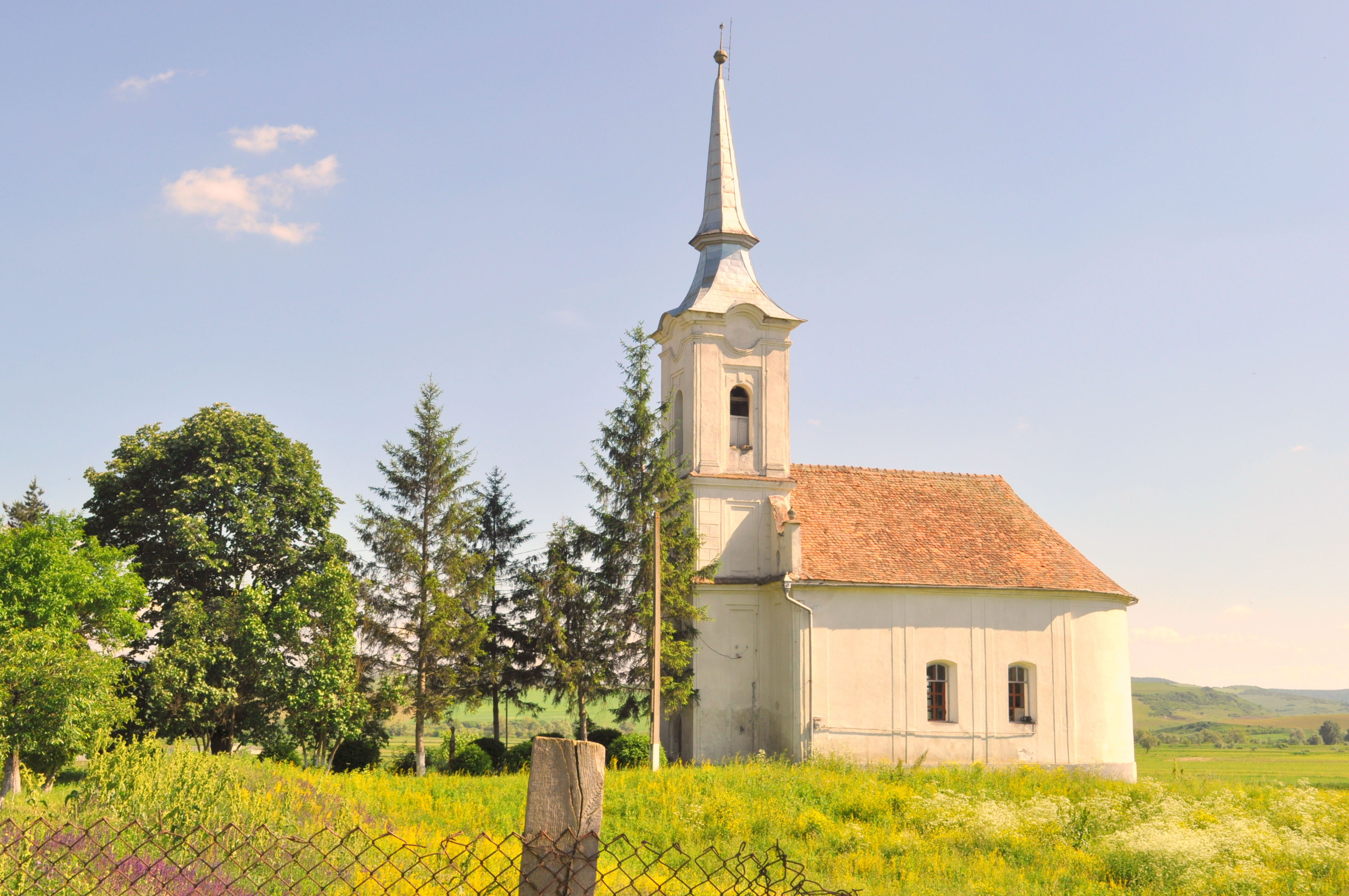
Biserica reformată (monument istoric)
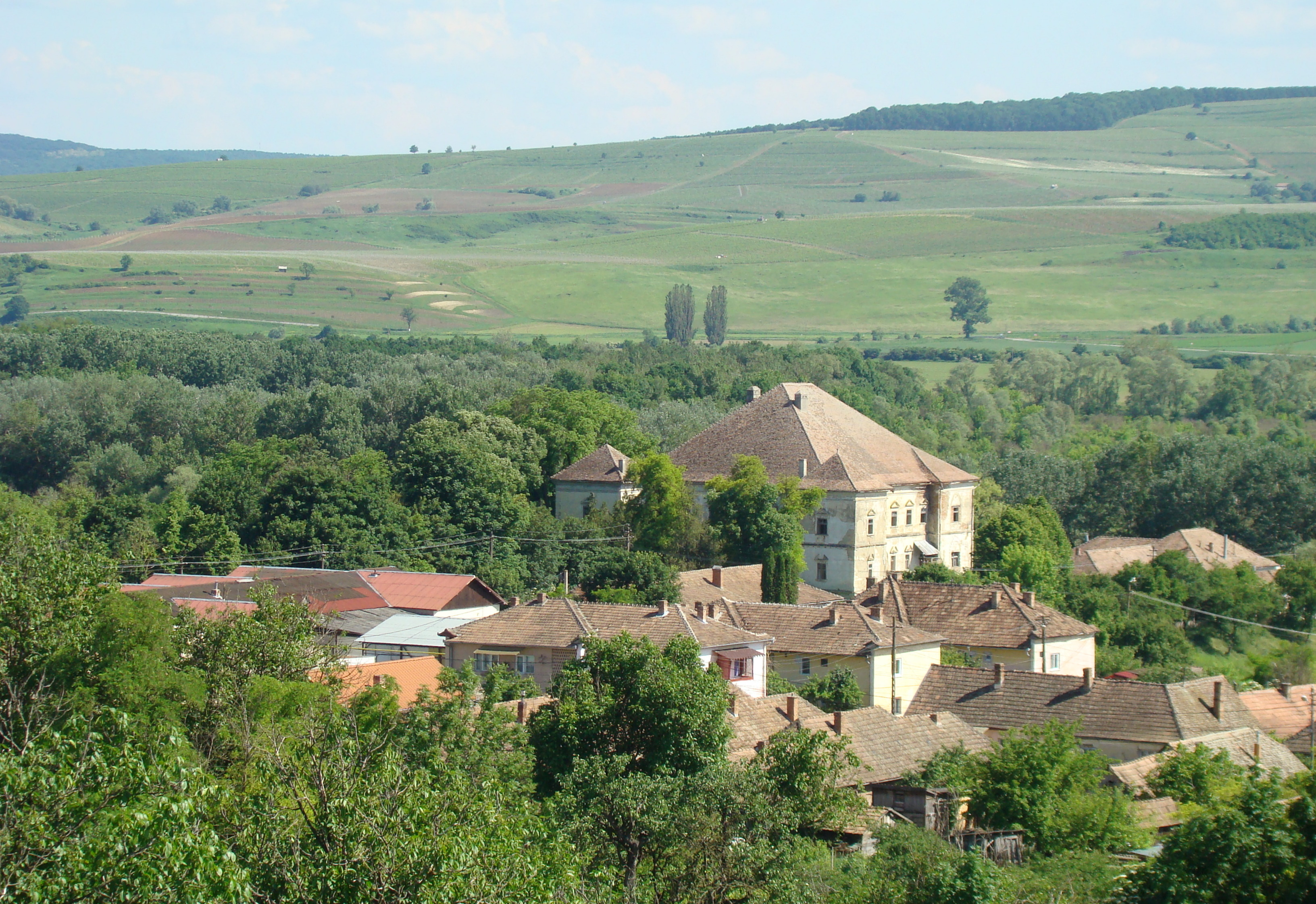
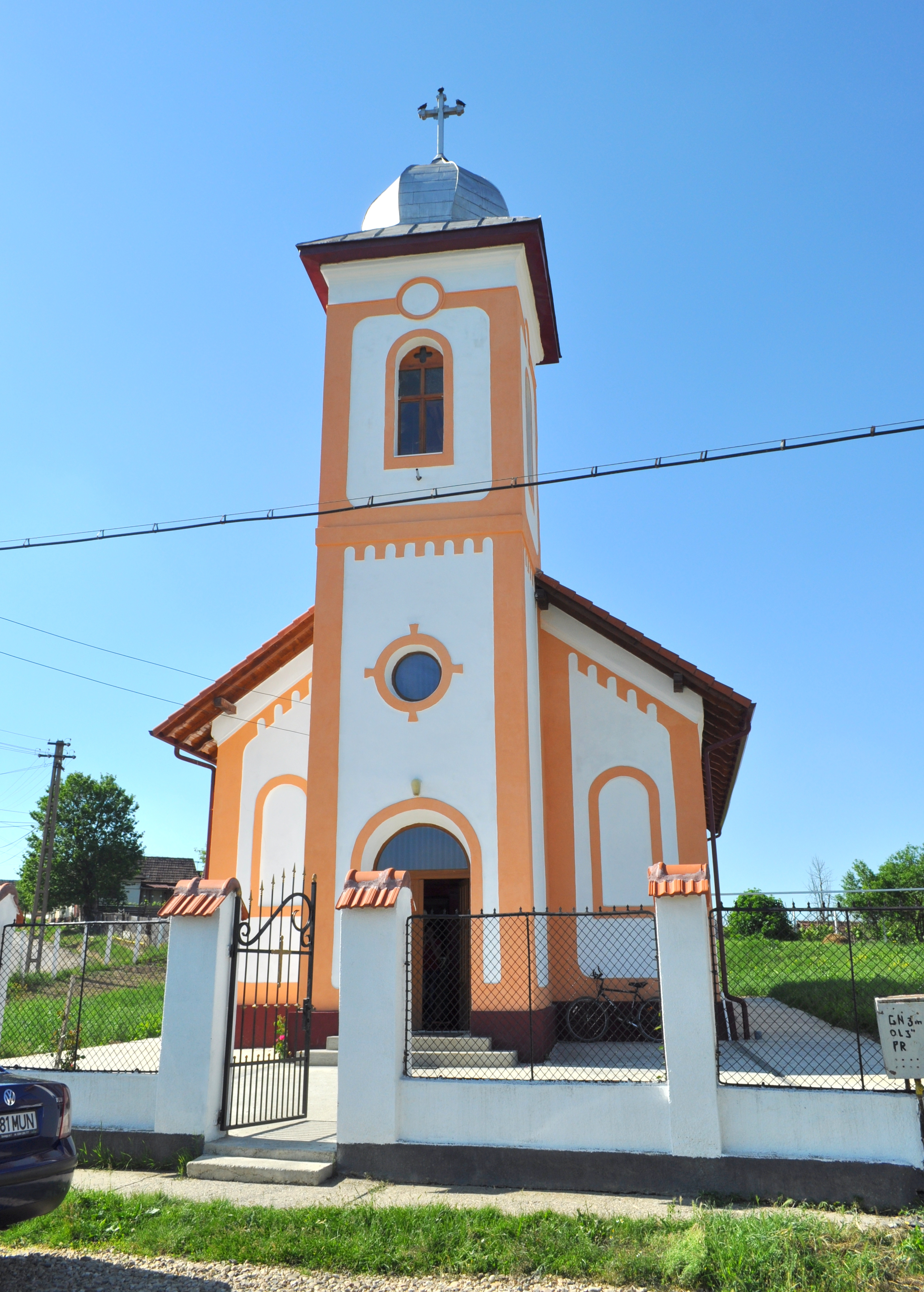
Biserica ortodoxă
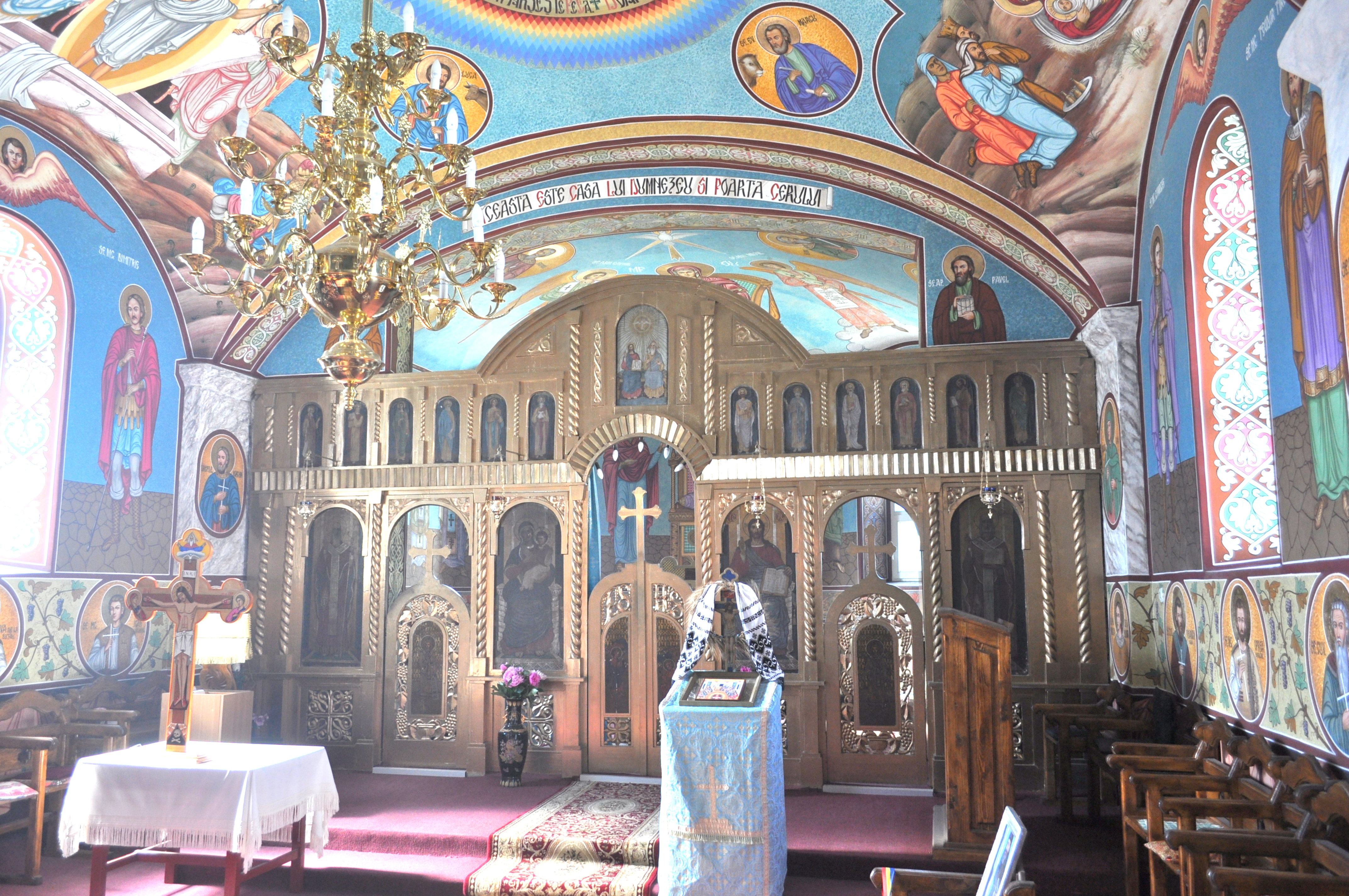
Biserica ortodoxă (nava spre iconostas)
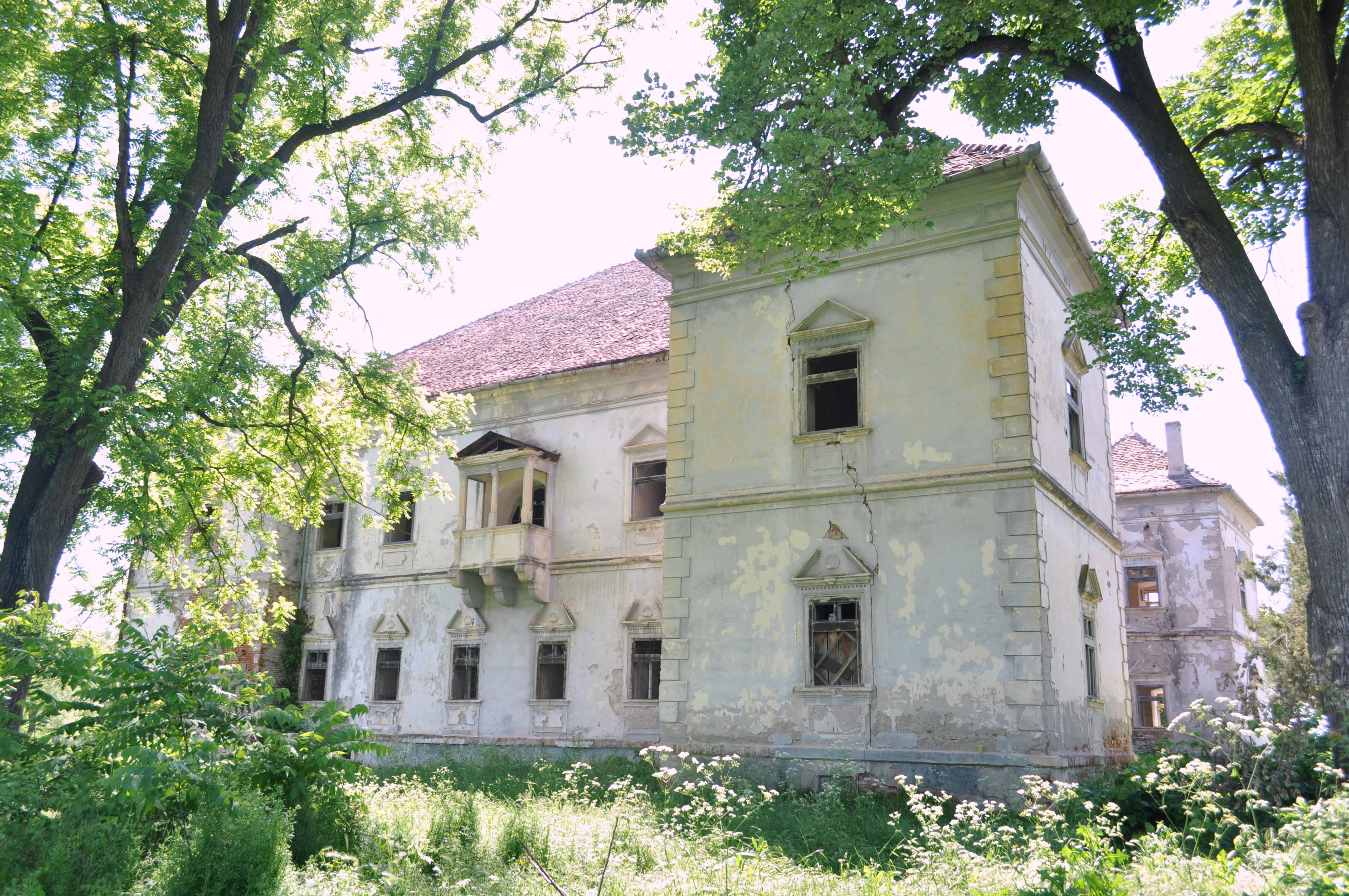
Castelul Bethlen (monument istoric)
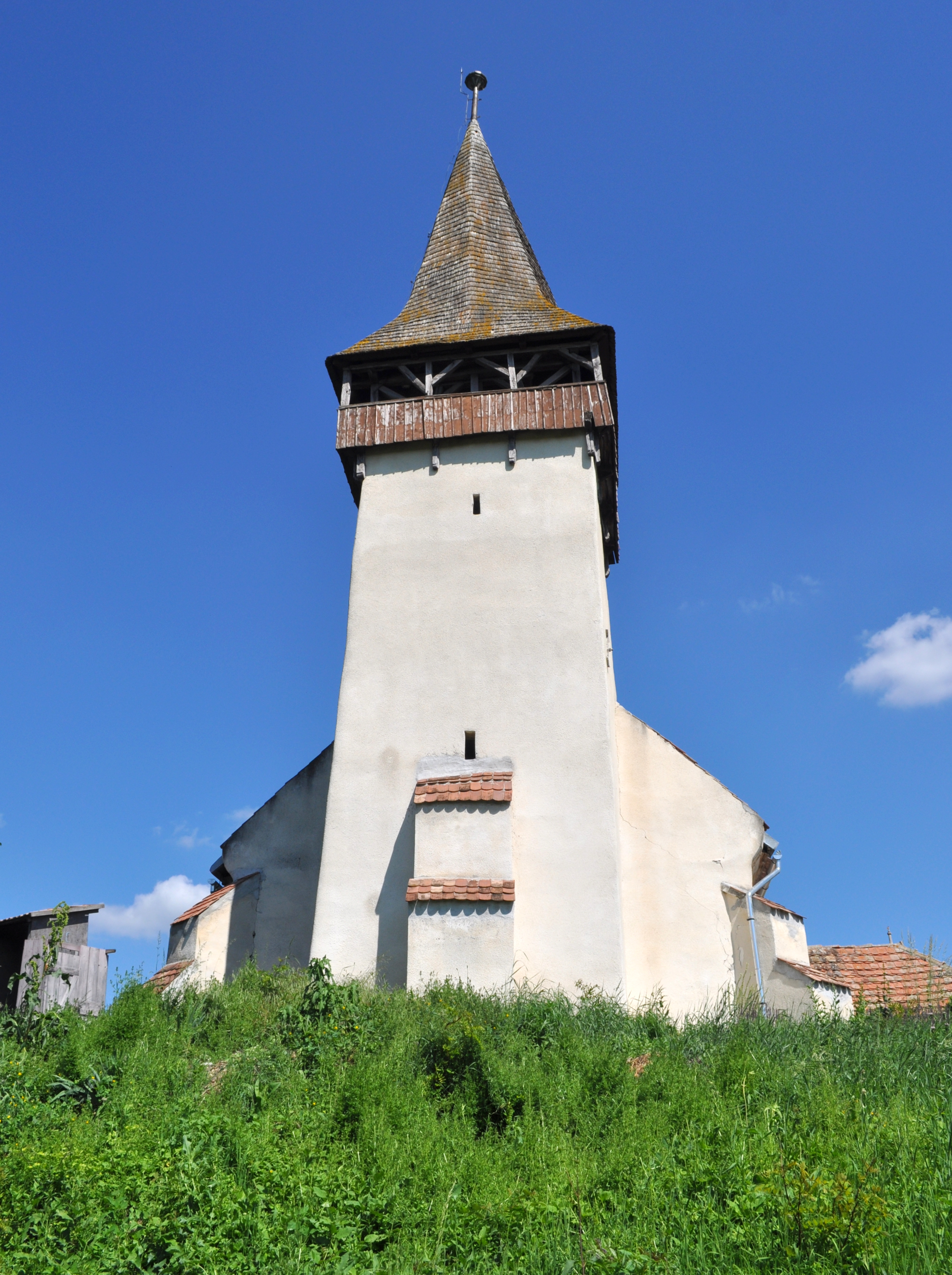
Biserica unitariană (monument istoric)
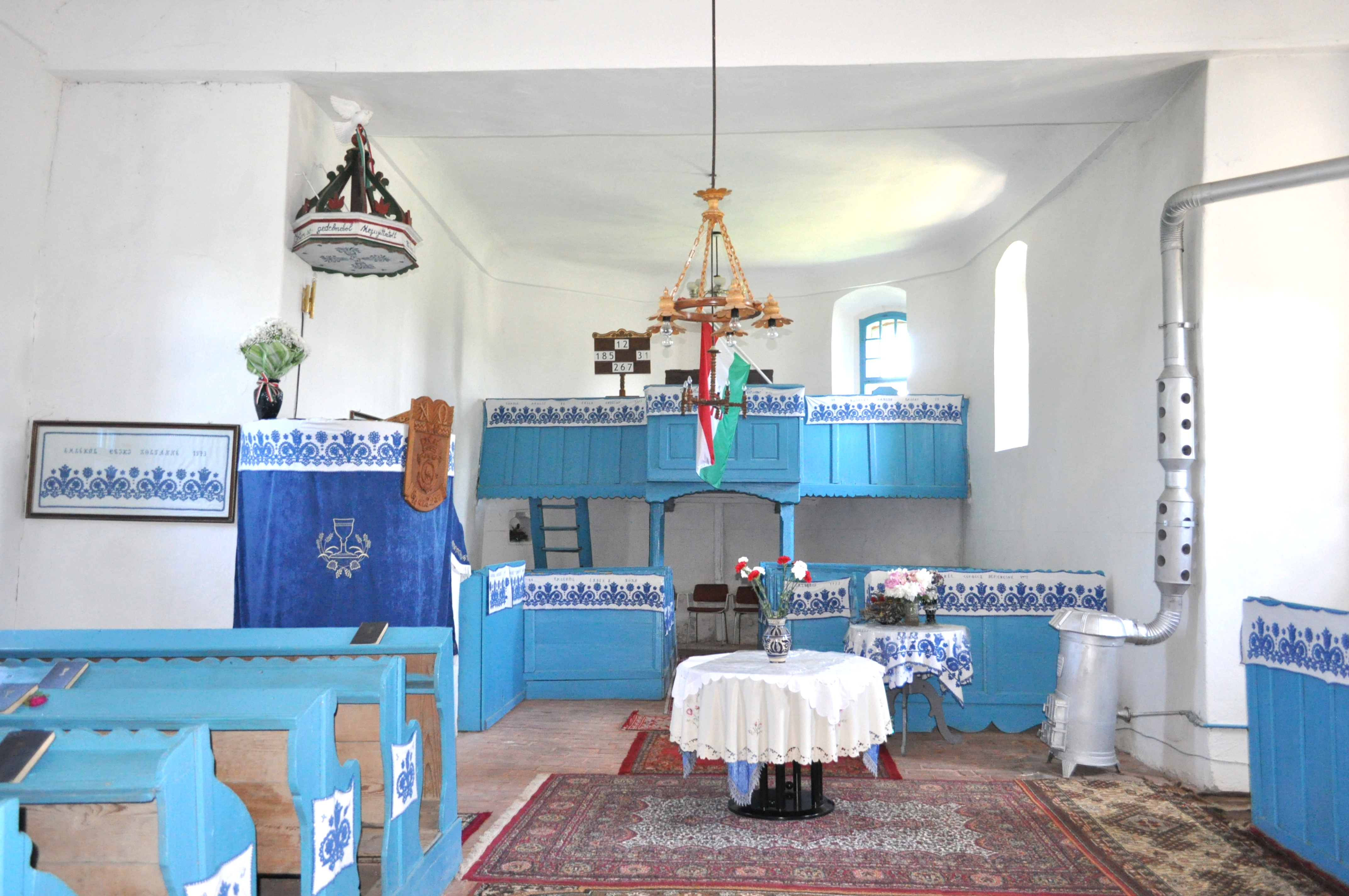
Biserica unitariană (monument istoric)
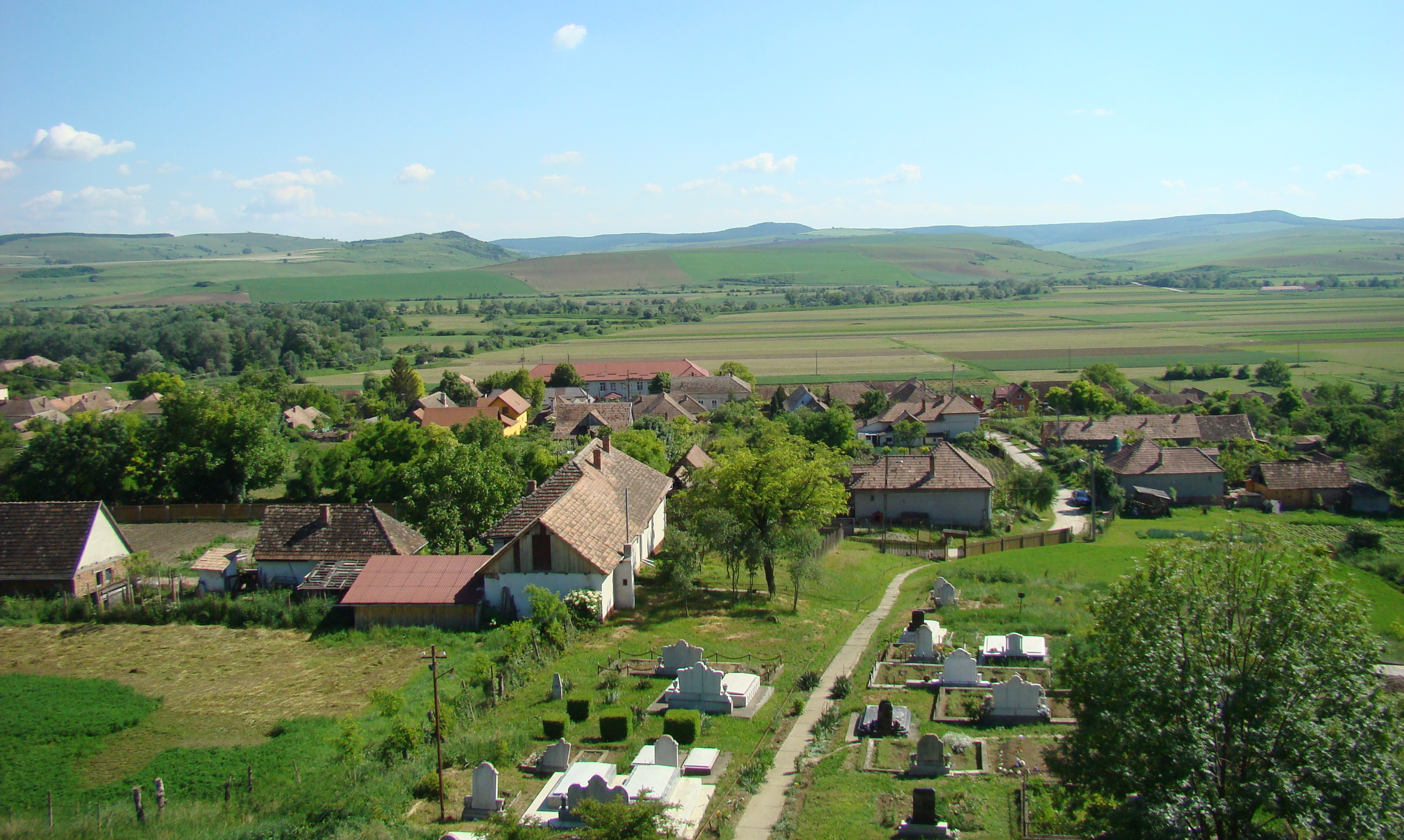